# Министерство торговли и труда США
Министерство торговли и труда США являлось одним из самых кратко существовавших министерств США.
Оно было создано 14 февраля 1903 года Теодором Рузвельтом, а почти через 10 лет разделено на два министерства: торговли и труда соответственно.
Министр торговли и труда являлся членом Кабинета США.

## Список министров
| # | Портрет | Имя             | Штат       | Вступил в должность | Оставил пост    | Партия          | Президент       |
| - | ------- | --------------- | ---------- | ------------------- | --------------- | --------------- | --------------- |
| 1 |         | Джордж Кортелью | Нью-Йорк   | 18 февраля 1903     | 30 июня 1904    | Республиканская | Теодор Рузвельт |
| 2 |         | Виктор Меткалф  | Калифорния | 1 июля 1904         | 16 декабря 1906 | Республиканская | Теодор Рузвельт |
| 3 |         | Оскар Штраус    | Нью-Йорк   | 16 декабря 1906     | 5 марта 1909    | Республиканская | Теодор Рузвельт |
| 4 |         | Чарльз Нагель   | Миссури    | 6 марта 1909        | 4 марта 1913    | Республиканская | Уильям Тафт     |